# Nova Cars

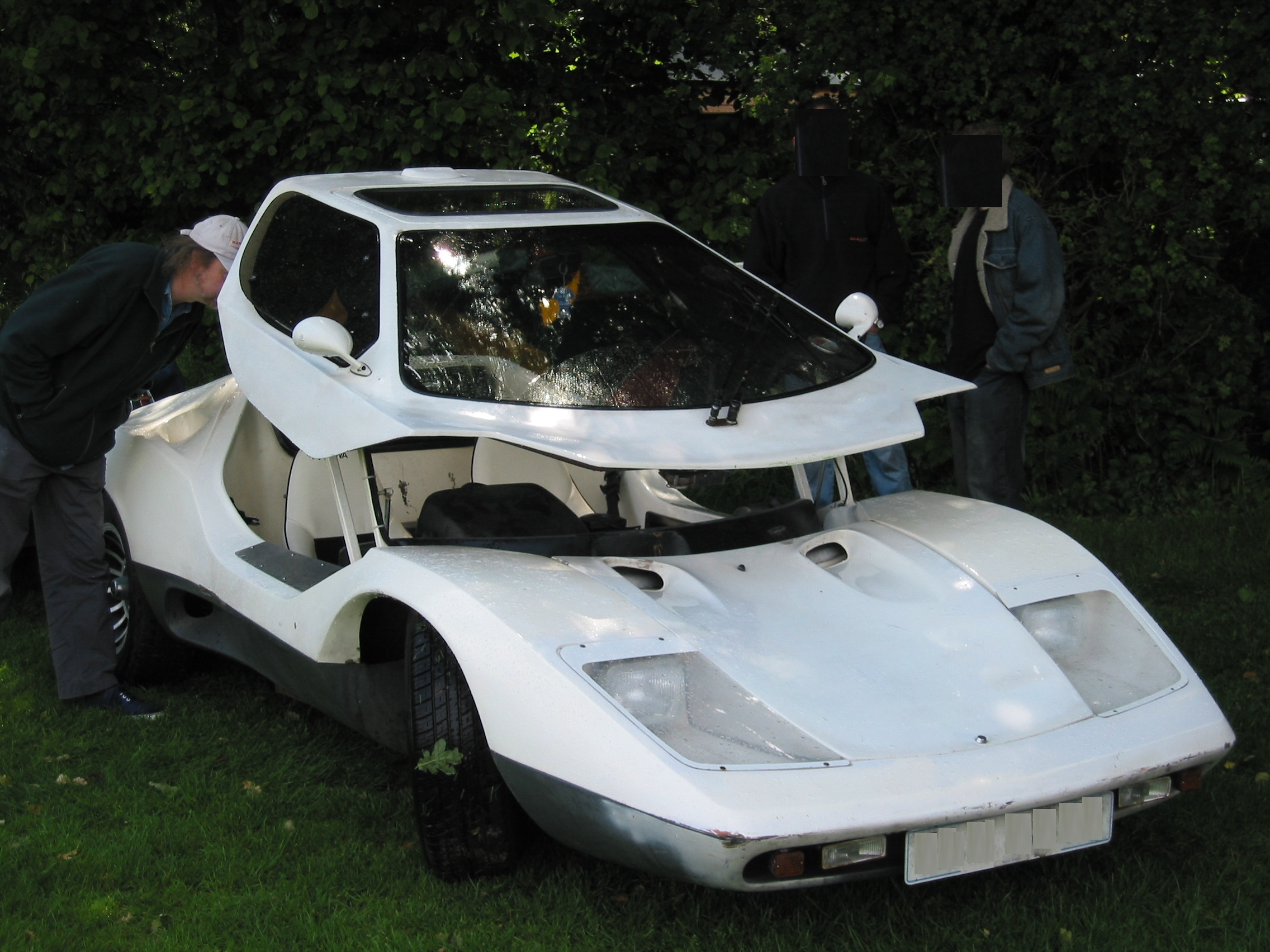
Nova

Nova Cars war ein britischer Automobilhersteller, der von 1978 bis 1990 in Mirfield, West Yorkshire, ansässig war. Gründer und Eigentümer war Vic Elam.

## Technik
Einziges Modell war der zweisitzige Nova, ein Sportwagen mit vorne angeschlagenem, aufklappbarem Dach, der die grundsätzlichen Ideen des Ford GT40 und des Lamborghini Miura in einer GFK-Karosserie auf einem VW-Käfer-Fahrgestell mit VW-Käfer-Mechanik verwirklicht.

## Geschichte
Das Kit Car war bereits 1971 von Richard Oakes entworfen und von Phil Sayers konstruiert worden. Von 1971 bis 1975 wurde er von der Automotive Design and Development Ltd. (ADD), einem Automobilhersteller, der bis 1973 in Southampton, Hampshire, und dann in Accrington, Lancashire, ansässig war, hergestellt. 1978 kaufte Vic Elam die Rechte am Nova. Nach der Schließung seines Werkes gingen die Rechte an Shashi Vyas über, dessen Gesellschaft Aerotec Nova heute noch in London residiert. Bis 1996 entstanden noch einige wenige Exemplare des Nova; heute lagern die Karosserieformen in Cornwall.

## Lizenzbauten
Lizenzbauten des Nova wurden in Australien von Purvis Cars als Purvis Eureka hergestellt. In Frankreich hießen sie Défi, in Italien Totem und Puma, in Neuseeland Scorpion, in Österreich Ledl, in Südafrika Eagle, in der Schweiz Gryff, in den Vereinigten Staaten Sterling und Sovran und in Simbabwe Tarantula. Darüber hinaus gab es noch viele unlizenzierte Kopien. Einige Ausführungen gab es mit Klappscheinwerfern oder Flügeltüren, aber die grundsätzliche Form des Wagens blieb immer gleich.

## In Film und Fernsehen
Einige Versionen des Nova tauchten in Filmen, wie Auf dem Highway ist wieder die Hölle los, Frankensteins Todesrennen, Winners and Sinners und Condorman auf.